# Plaça Nova (Alacant)
La plaça Nova, coneguda popularment com a plaça de l'Aquari, és una característica plaça de la ciutat d'Alacant (País Valencià). Està situada al centre de la ciutat, i es distingeix per un gran aquari marí de tipus urbà que se situa en un dels seus laterals.
Es va configurar a principis del segle xix en traslladar-se a l'antic Hort dels Franciscans a tota la població del Raval de Sant Antoni, que va haver de ser derrocat amb l'inici de la Guerra de la Independència. A mitjan segle xix, en reconstruir-se el Raval de Sant Antoni, la plaça va ser rebatejada amb el nom d'Hernán Cortés per evitar duplicitats, nom que encara conserva la foguera del districte.
A principis dels anys 80, la plaça va ser reurbanitzada, amb la instal·lació del polèmic porxe metàl·lic i l'eliminació de la doble filera de palmeres. Va ser rebatejada com a plaça Nova, en honor del nom del barri on està situada. El 1996 va sofrir una nova reforma que la va deixar amb el seu actual disseny.